# 迈克尔·森达兹沃
迈克尔·森达兹沃（波蘭語：Michał Sędziwój；1566年2月2日—1636年）是一位波兰炼金术士、哲学家和医生。
作为化学先驱，他开发了纯化和制造各种酸、金属和其他化合物的方法。
他发现空气不是单一物质，而是含有一种赋予生命的物质（后来称为氧气），比舍勒发现该元素早了170年。他正确地将这种“生命的食物”识别为加热硝石时释放出的气体（也是氧气）。
氧气在森达兹沃的宇宙图式中具有中心地位。

## 生平
森达兹沃出生于一个贵族家庭 。他的父亲送他去克拉科夫大学学习，但森达兹沃也访问了很多欧洲国家和大学； 他曾在维也纳、阿尔特多夫、莱比锡和剑桥学习。
森达兹沃的熟人包括约翰·迪伊和爱德华·凯利。 因为森达兹沃的努力，巴托里国王同意资助他和同事们的实验。
1590 年代，森达兹沃活跃在布拉格鲁道夫二世皇帝以思想开放着称的宫廷中。